# Bonys de la Cova
Els Bonys de la Cova, són un petit cim que es troba en el terme municipal de la Vall de Boí, a l'Alta Ribagorça; i dins del Parc Nacional d'Aigüestortes i Estany de Sant Maurici.

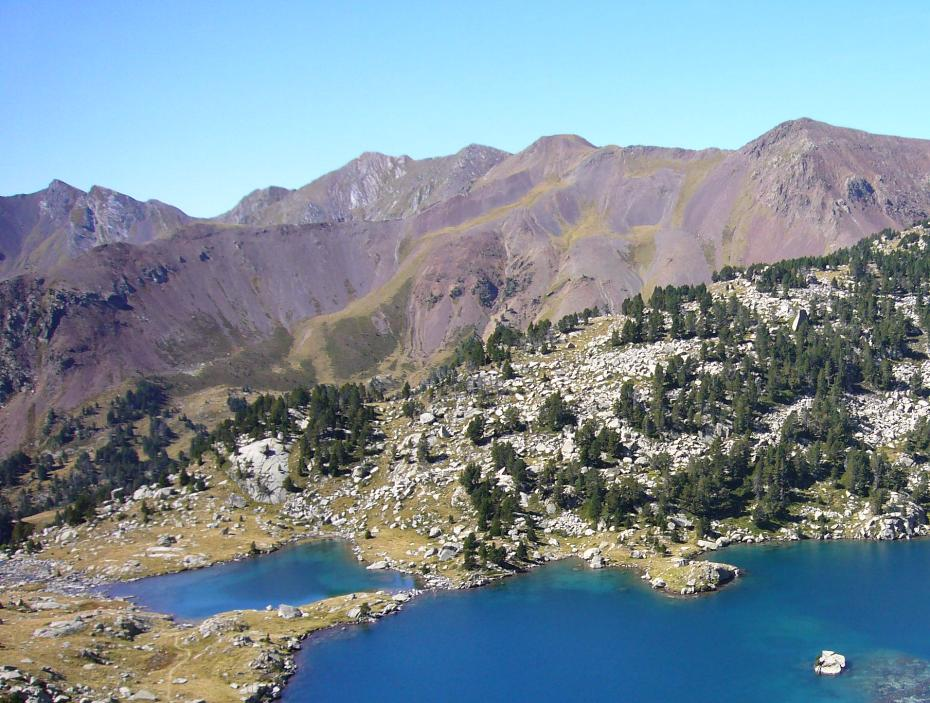
Estany Gémena de Baix (Imatge amb anotacions)

El cim, de 2.415,5 metres d'altitud, es troba en la cresta que separa la meridional Vall de la Muntanyeta de la septentrional Vall de Llubriqueto. Està situat a l'est-sud-est del Pic de Fenerui i marca el límit occidental del Serrat de les Fonts.

## Rutes[2]
La ruta normal surt des del Pla de la Cabana, via la Pleta del Pi i Barranc d'Estany Roi.